# Matt Prokop
Matthew Ray Prokop (Victoria, Victoria megye, Texas, 1990. július 29. –) amerikai színész, gamer. 
Legismertebb alakítása Jimmie Zara a 2008-as High School Musical 3. – Végzősök című filmben. Ezen kívül az Bájos törtető című filmben is szerepelt.

## Fiatalkora
Prokop Victoriában született. Édesapja Anthony Prokop, édesanyja Deborah Terry Prokop. 16 éves korában Los Angelesbe költöztek.

## Pályafutása
2011-ben Prokopot a Management 360 és az APA képviselte. Első szerepe a Hannah Montana című sorozatban volt.
Szerepelt a Disney Channel a High School Musical 3. – Végzősök és a Bájos törtető című filmekben.
A 2013-as April Apocalypse című film után nem vállalt színészi munkát.

## Magánélete
Prokop több éven át Sarah Hyland barátja volt, egészen 2014 augusztusáig, amikor a Sarah távoltartási végzést nyújtott be ellene, amiért fizikailag bántalmazta. A lány elmondta, hogy az elmúlt négy évben testileg és verbális is bántalmazta a fiú. 2014 októberében véglegessé vált a végzés.

## Filmográfia

### Film
| Év   | Magyar cím                        | Eredeti cím                        | Szerep             | Magyar hang    |
| ---- | --------------------------------- | ---------------------------------- | ------------------ | -------------- |
| 2013 |                                   | April Apocalypse                   | Tommy              |                |
| 2012 | Villámcsapás                      | Struck By Lightning                | Dwayne Michaels    |                |
| 2011 | Bájos törtető                     | Geek Charming                      | Josh Rosen         |                |
| 2011 |                                   | Cougar Hunting                     | Tyler              |                |
| 2011 |                                   | Conception                         | J.T.               |                |
| 2010 |                                   | I Owe My Life to Corbin Bleu       | jó fiú             |                |
| 2010 |                                   | Monster Heroes                     | Pretty Jonas Stein |                |
| 2010 | Drágán add a rétedet              | Furry Vengeance                    | Tyler Sanders      | Gacsal Ádám    |
| 2008 | High School Musical 3. – Végzősök | High School Musical 3: Senior Year | Jimmie Zara        | Molnár Levente |
| 2008 |                                   | Green Flash                        | Cameron fiatalon   |                |
| 2007 |                                   | An Angel Named Billy               | Zack               |                |
| 2007 |                                   | Marked                             | Zack               |                |

### Televízió
| Év   | Magyar cím           | Eredeti cím       | Szerep                | Megjegyzések                    |
| ---- | -------------------- | ----------------- | --------------------- | ------------------------------- |
| 2013 | Észlelés             | Perception        | Ian Vetter            | 1 epizód: Defective             |
| 2012 | Modern család        | Modern Family     | Ethan                 | 1 epizód: Hétvége Disneylandben |
| 2011 | Sok sikert, Charlie! | Good Luck Charlie | Evan                  | 1 epizód: Szerepjáték élőben    |
| 2009 | A médium             | Medium            | Kyle "K.C." Covington | 1 epizód: Egyszer az életben    |
| 2007 | Office               | The Office        | önmaga                | 1 epizód: Office                |
| 2007 | Hannah Montana       | Hannah Montana    | Troy McCann           | 1 epizód: Nagy baj ez a csaj    |